# Bronchocela marmorata
Bronchocela marmorata là một loài thằn lằn trong họ Agamidae. Loài này được Gray mô tả khoa học đầu tiên năm 1845.